# Oki Mahamat Yaya Dagache
Le général de corps d’armées Mahamat Yaya Kébir  alias Oki Dagache  (ou Oki Mahamat Yaya Dagache) est un militaire tchadien.
Toubou de clan Ehida, originaire du Tibesti, il a été l'un des principaux relais du président Idriss Déby dans cette région,,,.
À la fin des années 1970, il est un des commandants militaires des Forces armées populaires (FAP), le groupe rebelle formé Goukouni Oueddei qui recrutait l’essentiel de ses troupes dans le Tibesti et dans une partie de l’Ennedi, puis un responsable des unités de ce groupe qui est intégré dans les Forces armées nationales tchadiennes sous le régime de Hissène Habré.
Il est brièvement ministre de l’Intérieur et de la Sécurité au début de l'année 2014 dans le gouvernement du Premier ministre Kalzeubé Pahimi Deubet, et est remplacé par Abderahim Birémé,
Il est le dernier conseiller à la défense et à la sécurité du chef de l'État.
En 2009, il est responsable de la Conafit, l'organisme officiel chargé de faire le lien entre les organisations humanitaires, les autorités et la force internationale déployée au Tchad.
En 2010, il est représentant spécial du président Déby auprès de la Mission des Nations unies en République centrafricaine et au Tchad (Minurcat).
Son épouse est Khadidja Djangala, qui est la tante maternelle de la veuve du président Déby, Hinda Déby Itno.
Le 27 janvier 2021, Oki Mahamat Yaya Dagache a été nommé grand chancelier de l’ordre national du Tchad par le président de la République.
Le 21 avril 2021, après le décès du maréchal, il fait partie de 15 membres du Conseil Militaire de Transition.